# قرطاج (داكوتا الجنوبية)
قرطاج (بالإنجليزية: Carthage, South Dakota)‏ هي مدينة تقع في الولايات المتحدة في مقاطعة ماينر، داكوتا الجنوبية. يقدر عدد سكانها بـ 144 نسمة ومساحتها 3.86 كم2 وترتفع عن سطح البحر 437 متر.

## التركيبة السكانية
قام مكتب تعداد الولايات المتحدة بتحديد بيانات التركيبة السكانية لقرطاج في تعداد الولايات المتحدة. في ما يلي، التركيبة السكانية حسب تعدادي 2000 و2010.

### تعداد عام 2000
بلغ عدد سكان كارثاغ 520 نسمة بحسب تعداد عام 2000، وبلغ عدد الأسر 198 أسرة وعدد العائلات 144 عائلة مقيمة في البلدة. في حين سجلت الكثافة السكانية 15.7 نسمة لكل ميل مربع (6.1/كم2). وبلغ عدد الوحدات السكنية 291 وحدة بمتوسط كثافة قدره 8.8 نسمة لكل ميل مربع (3.4/كم2).
وتوزع التركيب العرقي للبلدة بنسبة 97.31% من البيض و 0.96% من الأمريكيين الأصليين و 0.19% من الأمريكيين ذوي الأصول الآسيوية و 0.38% من الأمريكيين الأفارقة و 0.96% من عرقين مختلطين أو أكثر.
بلغ عدد الأسر 198 أسرة كانت نسبة 34.8% منها لديها أطفال تحت سن الثامنة عشر تعيش معهم، وبلغت نسبة الأزواج القاطنين مع بعضهم البعض 61.1% من أصل المجموع الكلي للأسر، ونسبة 6.6% من الأسر كان لديها معيلات من الإناث دون وجود شريك، وكانت نسبة 26.8% من غير العائلات. تألفت نسبة 19.7% من أصل جميع الأسر من أفراد ونسبة 6.1% كانوا يعيش معهم شخص وحيد يبلغ من العمر 65 عاماً فما فوق. وبلغ متوسط حجم الأسرة المعيشية 2.97، أما متوسط حجم العائلات فبلغ 2.63.
بلغ العمر الوسطي للسكان 36 عاماً. وكانت نسبة 26.9% من القاطنين تحت سن الثامنة عشر، وكانت نسبة 4.8% بين الثامنة عشر والأربعة وعشرون عاماً، ونسبة 33.1% كانت واقعةً في الفئة العمرية ما بين الخامسة والعشرون حتى والأربعة وأربعون عاماً، ونسبة 23.1% كانت ما بين الخامسة والأربعون حتى الرابعة والستون، ونسبة 12.1% كانت ضمن فئة الخامسة والستون عاماً فما فوق. يوجد لكل 100 أنثى 115.8 ذكر، ويوجد لكل 100 أنثى في الثامنة عشر من عمرها فما فوق 109.9 ذكر.
بلغ متوسط دخل الأسرة في البلدة 29,773 دولار، أما متوسط دخل العائلة فبلغ 32,917 دولار. وكان متوسط دخل الذكور 30,625 دولار مقابل 16,964 دولار للإناث. وسجل دخل الفرد الخاص بالبلدة 12,169 دولار. وكانت نسبة 8.2% من العائلات ونسبة 12.8% من السكان تحت خط الفقر، وكان من هؤلاء نسبة 17.4% تحت سن الثامنة عشر ولا أحد منهم في الخامسة والستين من العمر وما فوق.

### تعداد عام 2010
بلغ عدد سكان قرطاج 144 نسمة بحسب تعداد عام 2010، وبلغ عدد الأسر 80 أسرة وعدد العائلات 37 عائلة مقيمة في المدينة. في حين سجلت الكثافة السكانية 98.6 نسمة لكل ميل مربع (38.1/كم2). وبلغ عدد الوحدات السكنية 136 وحدة بمتوسط كثافة قدره 93.2 لكل ميل مربع (36.0/كم2).
وتوزع التركيب العرقي للمدينة بنسبة 96.5% من البيض و 0.7% من الأمريكيين ذوي الأصول الآسيوية و 2.8% من عرقين مختلطين أو أكثر.
بلغ عدد الأسر 80 أسرة كانت نسبة 15.0% منها لديها أطفال تحت سن الثامنة عشر تعيش معهم، وبلغت نسبة الأزواج القاطنين مع بعضهم البعض 36.3% من أصل المجموع الكلي للأسر، ونسبة 8.8% من الأسر كان لديها معيلات من الإناث دون وجود شريك، بينما كانت نسبة 1.3% من الأسر لديها معيلون من الذكور دون وجود شريكة وكانت نسبة 53.8% من غير العائلات. تألفت نسبة 46.3% من أصل جميع الأسر من أفراد ونسبة 21.3% كانوا يعيش معهم شخص وحيد يبلغ من العمر 65 عاماً فما فوق. وبلغ متوسط حجم الأسرة المعيشية 2.46، أما متوسط حجم العائلات فبلغ 1.80.
بلغ العمر الوسطي للسكان 52.3 عاماً. وكانت نسبة 16% من القاطنين تحت سن الثامنة عشر، وكانت نسبة 5.7% بين الثامنة عشر والأربعة وعشرون عاماً، ونسبة 18.2% كانت واقعةً في الفئة العمرية ما بين الخامسة والعشرون حتى والأربعة وأربعون عاماً، ونسبة 34.7% كانت ما بين الخامسة والأربعون حتى الرابعة والستون، ونسبة 25.7% كانت ضمن فئة الخامسة والستون عاماً فما فوق. وتوزع التركيب الجنسي للسكان بنسبة 50.7% ذكور و49.3% إناث.